# Ludwig Mauthner

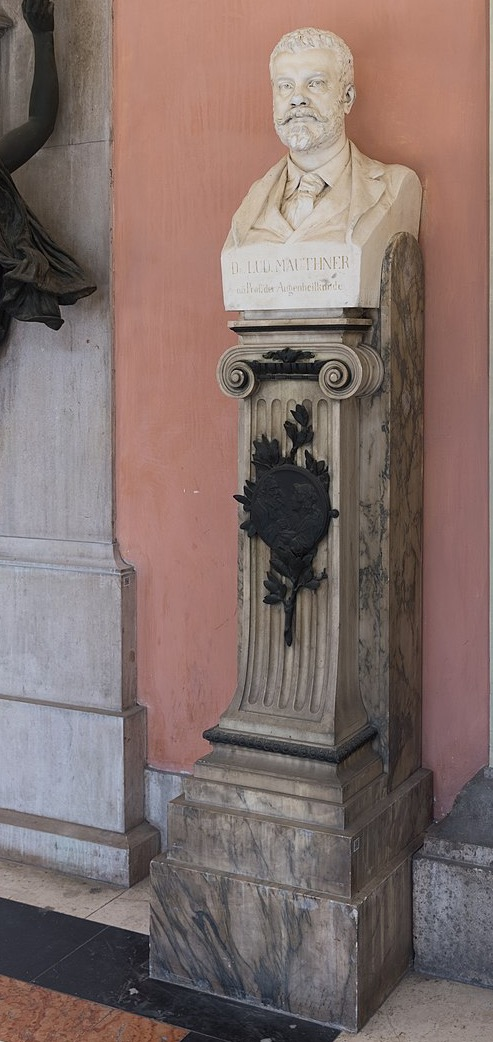
Ludwig Mauthner (1840-1894), lékař, bysta (mramor), ve dvoře na univerzitě ve Vídni, Vytvořil: Rudolf Weyr (1838 - 1919)

Ludwig Mauthner (13. dubna 1840 Praha-Staré Město - 20. října 1894 Vídeň), byl rakouský oftalmolog a neuroanatom českého původu.

## Život
Narodil se v Praze na Starém Městě. Pocházel ze židovské rodiny. Jeho otec Israel Mauthner byl obchodník.
Vystudoval medicínu na univerzitě ve Vídni, kde získal doktorát v roce 1861. V roce 1863 absolvoval několik studijních cest. V Berlíně se setkal se slavným oftalmologem Albrechtem von Graefem (1828-1870) a v Utrechtu s prof. Franciscem Dondersem (1818-1889). V roce 1864 dokončil ve Vídni habilitaci a byl jmenován docentem oftalmologie. V roce 1866 nastoupil jako asistent prof. Eduarda Jägera von Jaxtthal (1818-1884). V roce 1869 následovalo jmenování řádným profesorem oftalmologie na universitě v Innsbrucku. V roce 1877 se vrátil do Vídně. Později byl jmenován asistentem ředitele "Allgemeine Poliklinik" a v roce 1894 dosáhl profesuru oftalmologie ve Vídni. Mauthner zemřel 20. října 1894 nečekaně na srdeční infarkt. V roce 1899 mu byl odhalen na nádvoří vídeňské univerzity památník.

## Vybrané spisy
- Lehrbuch der Ophthalmoskopie, Vídeň 1868.
- Recherches sur la Structure du Système Nerveux, Paříž 1868.
- Die Syphilitischen Erkrankungen des Auges, vydavatelství Hermann von Zeissl "Učebnice oftalmologie", 1873.
- Die Sympathischen Augenleiden, Wiesbaden 1879.
- Die Lehre vom Glaukom, Wiesbaden 1882.
- Die Nuclearlähmung der Augenmuskeln, Wiesbaden 1885.
- Die nicht Nuclearen Augenmuskellähmungen, Wiesbaden 1886.
- Die Lehre von den Augenmuskellähmungen, Wiesbaden 1889.